# Fortune Hotel
Fortune Hotel är ett svenskt underhållningsprogram som har premiär på TV4 och TV4 Play den 22 augusti 2025. Programmet är baserad på den brittiska förlagan The Fortune Hotel som premiärvisades på ITV under 2024. Programledare är Renée Nyberg och David Hellenius.

## Upplägg
Fortune Hotel är ett strategispel om jakten på en väska med en stor summa pengar, närmare bestämt en miljon kronor. På hotellet samlas deltagare från hela landet och tävlar i par med någon de känner väl. Den som spelar sina kort rätt och lyckas sitta på väskan i det sista avsnittet tar hem hela vinsten. Nyberg beskriver programmet som en blandning mellan The White Lotus och Förrädarna.

## Medverkande[1]
| Par                                           | Bostad                     | Relation       |
| --------------------------------------------- | -------------------------- | -------------- |
| Sussie Pettersson och Maria Thyberg           | Söderköping och Norrköping | Barndomsvänner |
| Emma Jagne Karlsson och Chanelle Faltin Jagne | Stockholm                  | Syskon         |
| Sanel Dzubur och Johan Åhrén                  | Stockholm                  | Kompisar       |
| Peppe Eriksson och Nina Eriksson              | Borås                      | Gifta          |
| Mark Safaryan och Hanna Thempo                | Stockholm                  | Kollegor       |
| Louise Kristoffersson och Joel Engh           | Malmö                      | Vänner         |
| Danno Tharmarajah och Lizette Romero Niknami  | Stockholm                  | Förlovade      |
| Michael Lundin och Hanna Johansson            | Viken                      | Kärlekspar     |
| Pelle Flood och CJ Casten Carlberg            | Stockholm                  | Sambos         |
| Jorge Campusano och Daniel Campusano          | Nyköping                   | Pappa och son  |